# Yandina (Islas Salomón)
Yandina es una ciudad situada en la Isla Mbanika de las Islas Russell, que forman parte de las Islas Salomón. La ciudad cuenta con un aeropuerto y un puerto.
El cuartel de policía de la ciudad fue una de las escenas de las tensiones étnicas ocurridas a finales del siglo xx y principios del siglo xxi en el país. El cuartel fue atacado por una banda armada, perteneciente al Movimiento de Liberación de Isatabu. En 2008 la seguridad de la ciudad seguía siendo discutida.  Actualmente la ciudad es una de las sedes de misión de asistencia regional, que incluye la presencia de soldados australianos y neozelandeses entre otros.